# Інта Рука
Інта Рука (латис. Inta Ruka, нар. 1958, Рига) — латвійська фотограф.
Рука отримала стипендію від Hasselblad Foundation у 1998 році, премію «Spidola» Латвійського культурного фонду у 1999 та стипендію від Вілла Вальдберта у Фельдафінгу у 2002. Роком пізніше Спілка митців Латвії присудила їй Приз року 2003.
Фотографії Інти Руки були на кількох вагомих міжнародних виставках. У 1999 році вона брала участь у 48-му Венеційському бієнале, завдяки якому стала міднародно відомою. У 2006 Центр фотографії в Істанбулі організував великий сольний показ її фотографій. На січень 2007 року її фотографії показувалися разом з роботами Вольфганга Тільманса, Бориса Михайлова та інших на виставці «Перед лицем історії: Європейські фотографи 20 століття» у Барбікан-центрі в Лондоні.
Понад два десятиління Інта Рука фотографувала людей Латвії — з 1984 по 2000 переважно у сільській місцевості Балві («Люди моєї країни») і пізніше здебільшого у Ризі. У серії «Люди, з якими випало зустрітися», вона розпочинає розмову з незнайомими людьми, щоб попросити про портрет. Натомість у «Вулиця Амаліас, 5» вона зосереджується на мешканцях конкретної будівлі у Ризі. Поза давно відомими мальовничим Старим містом, яке постійно реставрують, вона показує незамасковану Латвію, якою вона є після інтерграції до Європейського союзу.
Серед фотографів країн колишнього комуністичного табору, документально-антропологічний підхід застосовують також Антанас Суткус та Борис Михайлов; інших країн — Волкер Еванс та Доротея Ланж.
Документальні фільми про Інту Руку:
- Photo — Inta Ruka — документальний фільм Арвідса Крієвса (Латвія)[5]
- The photographer from Riga[4] — документальний фільм Мауда Никандера, «Mantaray film» для Телебачення Швеції (2009)